# Bulldog Drummond in Africa
Bulldog Drummond in Africa è un film del 1938, diretto da Louis King, basato sul romanzo Challenge di Herman C. McNeile. È il tredicesimo di una serie di 25 film, protrattasi dal 1922 al 1969, dedicati al personaggio di Bulldog Drummond.

## Trama
Il colonnello Nielsen, di Scotland Yard, viene rapito da Richard Lane, un ex-agente britannico ora passato ad una potenza nemica, che intende carpirgli un importante segreto militare. Solo Phyllis Clavering è involontaria testimone del rapimento, così deve di nuovo posporre il proprio matrimonio con Bulldog Drummond per partire in biplano con lui, insieme all'amico comune Algy e al maggiordomo Tenny, alla volta del Marocco spagnolo - dove è stato portato il colonnello - nel tentativo di liberarlo.
Una volta giuntivi, poiché manca loro il permesso di atterraggio, vengono portati dalle autorità al consolato britannico. Qui però l'ordine dalla madrepatria – dove non si sa nulla del rapimento, e si teme un colpo di testa di Drummond – è quello di rimpatriare immediatamente i quattro. Troppo tardi il console si rende conto della realtà della situazione, e viene messo nella condizione di non nuocere da un infiltrato appartenente all'organizzazione di Lane. Le spie nemiche collocano un ordigno ad orologeria sull'aereo di Dummond, che, con i suoi amici, viene fatto partire su di esso alla volta di Londra.
Ma Drummond e i suoi sodali, una volta decollati, ritornano indietro ed atterrano in prossimità della magione di Lane. L'aereo esplode pochi secondi dopo che gli occupanti sono smontati. I quattro penetrano quindi a casa di Lane e compari, che stanno minacciando di dare il colonnello Nielsen, nel caso non avesse rivelato il segreto, in pasto a uno dei leoni che la spia mantiene come animali da compagnia e da guardia.
Nello scontro a fuoco che segue vengono eliminati i compagni di Lane, e quest'ultimo, colpito da Drummond in una colluttazione corpo a corpo, cade in prossimità di un leone che, con raccapriccio dei superstiti, lo sbrana.
Drummond e la sua squadra, insieme al colonnello Nielsen, fanno ritorno in patria.